# IC 736
IC 736 ist eine elliptische Galaxie vom Hubble-Typ E/S0 im Sternbild Löwe an der Ekliptik. Sie ist schätzungsweise 175 Millionen Lichtjahre von der Milchstraße entfernt und hat einen Durchmesser von etwa 30.000 Lichtjahren. 

Im selben Himmelsareal befinden sich u. a. die Galaxien NGC 3908, IC 735, IC 737. 
Das Objekt wurde am 23. April 1892 vom französischen Astronomen Stéphane Javelle entdeckt.